# Liste der Kulturdenkmale in Georgewitz
In der Liste der Kulturdenkmale in Georgewitz sind die Kulturdenkmale des Ortsteils Georgewitz der Großen Kreisstadt Löbau verzeichnet, die bis Dezember 2018 vom Landesamt für Denkmalpflege Sachsen erfasst wurden (ohne archäologische Kulturdenkmale). Die Anmerkungen sind zu beachten.

## Liste der Kulturdenkmale in Georgewitz
| Bild                                    | Bezeichnung                                                                                             | Lage                                          | Datierung                                    | Beschreibung | ID       |
| --------------------------------------- | --- | --------------------------------------------- | -------------------------------------------- | --- | -------- |
| Direkt Bild zu diesem Denkmal hochladen | Wohnhaus                                                                                                | Am Hasken 12 (Karte)                          | Um 1850                                      | Obergeschoss Fachwerk, Beispiel späterer ländlicher Holzbauweise, baugeschichtlich von Bedeutung                                                                                        | 08960567 |
| Direkt Bild zu diesem Denkmal hochladen | Wegestein                                                                                               | An der Skala (Ecke Am Löbauer Wasser) (Karte) | 19. Jahrhundert                              | Verkehrsgeschichtlich von Bedeutung | 08960571 |
| Direkt Bild zu diesem Denkmal hochladen | Wohnstallhaus, Scheune, Seitengebäude und Einfriedungsmauer eines Dreiseithofes                         | An der Skala 1 (Karte)                        | Bezeichnet mit 1855 (Inschrifttafel)         | Baugeschichtlich und wirtschaftsgeschichtlich von Bedeutung | 08960570 |
| Direkt Bild zu diesem Denkmal hochladen | Waagehäuschen mit Waage und allem Zubehör                                                               | An der Skala 1 (bei) (Karte)                  | Um 1950                                      | Ortsgeschichtlich von Bedeutung | 09299852 |
| Direkt Bild zu diesem Denkmal hochladen | Wohnstallhaus, Scheune und Seitengebäude eines Vierseithofes                                            | An der Skala 4 (Karte)                        | Um 1870                                      | Baugeschichtlich und wirtschaftsgeschichtlich von Bedeutung | 08960572 |
| Direkt Bild zu diesem Denkmal hochladen | Häuslerhaus mit Oberlaube und Wohnhausanbau                                                             | An der Skala 7 (Karte)                        | 18. Jahrhundert                              | Häuslerhaus mit Fachwerkobergeschoss, baugeschichtlich und hausgeschichtlich von Bedeutung                                                                                              | 08960560 |
| Direkt Bild zu diesem Denkmal hochladen | Wohnstallhaus mit Backofen und Einfriedung                                                              | An der Skala 11 (Karte)                       | 1. Hälfte 19. Jahrhundert, womöglich älter   | Baugeschichtlich von Bedeutung | 08960569 |
| Direkt Bild zu diesem Denkmal hochladen | Wohnstallhaus                                                                                           | An der Skala 14 (Karte)                       | Um 1700                                      | Obergeschoss Fachwerk, Langständerbau mit Kreuzstrebengefüge über winkligem Grundriss, wohl eines der ältesten Gebäude der Region, baugeschichtlich und hausgeschichtlich von Bedeutung | 08960561 |
| Direkt Bild zu diesem Denkmal hochladen | Wohnhaus und drei Seitengebäude eines Vierseithofes, dazu die alte Hofpflasterung und Einfriedungsmauer | An der Skala 16 (Karte)                       | Um 1850                                      | Baugeschichtlich und ortsbildprägend von Bedeutung | 08960564 |
| Direkt Bild zu diesem Denkmal hochladen | Spritzenhaus                                                                                            | An der Skala 16 (bei) (Karte)                 | 19. Jahrhundert                              | Ortsgeschichtlich von Bedeutung | 09299853 |
| Direkt Bild zu diesem Denkmal hochladen | Wohnstallhaus und zwei Seitengebäude eines Vierseithofes                                                | An der Skala 20 (Karte)                       | Bezeichnet mit 1855 (Tafel über der Haustür) | Wohnhaus mit Resten von Putzgliederung, baugeschichtlich und wirtschaftsgeschichtlich von Bedeutung                                                                                     | 08960565 |
| Direkt Bild zu diesem Denkmal hochladen | Häusleranwesen                                                                                          | Mühlweg 1 (Karte)                             | Um 1800                                      | Eingeschossig mit Stall- und Scheunenteil, baugeschichtlich und sozialgeschichtlich von Bedeutung                                                                                       | 08960562 |

## Streichungen von der Denkmalliste
| Bild                                    | Bezeichnung                  | Lage                          | Datierung                 | Beschreibung | ID       |
| --------------------------------------- | ---------------------------- | ----------------------------- | ------------------------- | --- | -------- |
| Direkt Bild zu diesem Denkmal hochladen | Wohnstallhaus, mit Oberlaube | An der Skala 22 (Karte)       | 18. Jahrhundert           | Obergeschoss Fachwerk, Relikt ländlicher Holzbauweise, baugeschichtlich von Bedeutung; nach 2014 von der Denkmalliste gestrichen                                                          | 08960566 |
| Direkt Bild zu diesem Denkmal hochladen | Stallgebäude                 | Mühlweg 2 (gegenüber) (Karte) | 1. Hälfte 19. Jahrhundert | Mit gebrochenem Dach mit Krüppelwalm, mit langseitig durchgehendem Taubenschlag, bau- und wirtschaftsgeschichtlich von Bedeutung. Zwischen 2018 und 2024 aus der Denkmalliste gestrichen. | 08960563 |

## Tabellenlegende
- Bild: Bild des Kulturdenkmals, ggf. zusätzlich mit einem Link zu weiteren Fotos des Kulturdenkmals im Medienarchiv Wikimedia Commons. Wenn man auf das Kamerasymbol klickt, können Fotos zu Kulturdenkmalen aus dieser Liste hochgeladen werden:
- Bezeichnung: Denkmalgeschützte Objekte und ggf. Bauwerksname des Kulturdenkmals
- Lage: Straßenname und Hausnummer oder Flurstücknummer des Kulturdenkmals. Die Grundsortierung der Liste erfolgt nach dieser Adresse. Der Link (Karte) führt zu verschiedenen Kartendiensten mit der Position des Kulturdenkmals. Fehlt dieser Link, wurden die Koordinaten noch nicht eingetragen. Sind diese bekannt, können sie über ein Tool mit einer Kartenansicht einfach nachgetragen werden. In dieser Kartenansicht sind Kulturdenkmale ohne Koordinaten mit einem roten bzw. orangen Marker dargestellt und können durch Verschieben auf die richtige Position in der Karte mit Koordinaten versehen werden. Kulturdenkmale ohne Bild sind an einem blauen bzw. roten Marker erkennbar.
- Datierung: Baubeginn, Fertigstellung, Datum der Erstnennung oder grobe zeitliche Einordnung entsprechend des Eintrags in der sächsischen Denkmaldatenbank
- Beschreibung: Kurzcharakteristik des Kulturdenkmals entsprechend des Eintrags in der sächsischen Denkmaldatenbank, ggf. ergänzt durch die dort nur selten veröffentlichten Erfassungstexte oder zusätzliche Informationen
- ID: Vom Landesamt für Denkmalpflege Sachsen vergebene, das Kulturdenkmal eindeutig identifizierende Objekt-Nummer. Der Link führt zum PDF-Denkmaldokument des Landesamtes für Denkmalpflege Sachsen. Bei ehemaligen Kulturdenkmalen können die Objektnummern unbekannt sein und deshalb fehlen bzw. die Links von aus der Datenbank entfernten Objektnummern ins Leere führen. Ein ggf. vorhandenes Icon  führt zu den Angaben des Kulturdenkmals bei Wikidata.